# Hwaseong Stadium
Hwaseong Stadium – wielofunkcyjny stadion w mieście Hwaseong, w Korei Południowej. Budowa stadionu rozpoczęła się w 2009 roku, a jego otwarcie nastąpiło 1 października 2011 roku. Pojemność obiektu wynosi 35 000 widzów. Stadion połączony jest z halą widowiskowo-sportową na 5000 widzów. Obiekt był jedną z aren turnieju finałowego piłkarskiego Pucharu Azji Wschodniej 2013.